# Elin Mohlin
Elin Mohlin, född 20 mars 1991 i Sollefteå, är en svensk längdskidåkare som debuterade i världscupen den 17 februari 2012 i Szklarska Poręba, Polen. Hennes första världscupseger vann hon i sprintstafett den 5 februari 2017 i Pyeongchang tillsammans med Maria Nordström. 2021 meddelande Mohlin att hon avslutar karriären.